# Horbach (Pfalz)
Horbach település Németországban, Rajna-vidék-Pfalz tartományban. Lakosainak száma 494 fő (2023. december 31.).

## Népesség
A település népességének változása:
| Lakosok száma | 476  | 534  | 534  | 503  | 495  | 494  |
|               | 1975 | 2017 | 2019 | 2021 | 2022 | 2023 |